# منطقه چوآوه
منطقه چوآوه یکی از منطقه‌های استان چیمبو واقع در کشور پاپوآ گینه نو می‌باشد. مرکز این منطقه چوآوه است. این منطقه خود از ۳ فرمانداری محلی تشکیل می‌گردد که هر فرمانداری به منظور سهولت در امر آمارگیری خود به چند بخش تقسیم می‌شود. طبق سرشماری سال ۲۰۰۰ میلادی این منطقه ۳۵٬۰۶۵ نفر جمعیت داشته‌است.

## تقسیمات
این منطقه دارای ۳ فرمانداری محلی است که هر ۳ فرمانداری محلی روستایی می‌باشند و اسامی آنها به شرح زیر است:
- فرمانداری محلی روستایی چوآوه
- فرمانداری محلی روستایی الیمباری
- فرمانداری محلی روستایی سیانه